# Letizia Ramolino
Maria-Letizia Buonaparte/Bonaparte (született Ramolino/Romolini; Ajaccio, Korzika, Genovai Köztársaság, 1750. (vagy 1749.) augusztus 24 – Róma, Pápai állam, 1836. február 2.), leggyakrabban: Letizia Bonaparte, korzikai nemesasszony, I. Napóleon francia császár édesanyja. A Francia Birodalom kikiáltása után „Madame Mère”-ként vált ismertté.

## Származása, gyermekkora
Maria-Letizia Ramolino Ajaccióban, Korzika szigetén született, amely ebben az időben a Genovai Köztársasághoz tartozott, 1750. (vagy 1749.) augusztus 24-én. Apja, Giovanni Geronimo Ramolino katonatisztként szolgált, és az ajacciói helyőrséget vezényelte. Anyját Angela Maria Pietra-Santának hívták. 
A Ramolino család Lombardiából származott, és nemesi ranggal rendelkezett.
Letizia hat éves volt, amikor apja meghalt. 1757-ben anyja feleségül ment Franz Fesch-hez, egy svájci származású tiszthez, aki a genovai haditengerészetnél szolgált. Ebből a házasságból két gyermek született, köztük a későbbi Joseph Fesch bíboros.
Letiziát otthon tanították, és kizárólag a ház körüli munkákban szerzett jártasságot, ahogyan a legtöbb korzikai nő ebben az időben.

## Házassága és gyermekei
1764. június 2-án, 14 évesen Letizia férjhez ment egy tizennyolc éves joghallgatóhoz, Carlo Buonapartéhoz, aki egy toszkán nemesi családból származott, amely a XVI. század óta élt Korzikán. A házaspárnak tizenhárom gyermeke született, akik közül nyolcan élték meg a felnőttkort.
Első két gyermekük, egy Napoleone nevű fiú és egy Maria-Anna nevű lány csecsemőként meghalt. Ezután Carlo két évre Rómába költözött, majd visszatérve, csatlakozott Pasquale Paolihoz, egy republikánus vezéralakhoz, a titkáraként. 1768. július 7-én született meg Giuseppe nevű fiuk, aki később Joseph néven vált ismertté. 
1768-ban, miután Genova átadta Korzika szigetét Franciaországnak, Carlo és Letizia csatlakoztak a Paoli által vezetett gerillamozgalomhoz, és a hegyekbe menekültek, ahonnan a franciák ellen harcoltak. Az ismét várandós, mindössze tizenkilenc éves Letizia maga is részt vett a harcokban. Miután a forradalom 1769. májusában elbukott, a házaspár visszatért Ajaccióba. 1769. augusztus 15-én, Mária mennybevételének ünnepén Letizia éppen misét hallgatott az ajacciói katedrálisban, amikor megindult a szülés. Otthonában egy fiút szült, aki – egy, az előző évben elhunyt nagybácsi után – a Napoleone nevet kapta. Mivel Letiziának nehezére esett a szoptatás, egy szoptatósdajkára, Camilla Llatira bízta a fiát.
A Buonaparte házaspár összebarátkozott a sziget új katonai kormányzójával, Charles Renével, Marbeuf grófjával és Bertrand de Boucheporn intendánssal. 1777-ben Marbeuf támogatásával Carlót választották meg Korzika versailles-ba delegált képviselőjének.
1778-ban Carlo Franciaországba vitte Josephet és Napóleont, hogy a Collège d’Autun-ben folytassák tanulmányaikat. 1779-ben, talán a kormányzóval való barátságának eredményeképpen, Carlo számára nemesi bizonyítványt állítottak ki, így a kilenc éves Napóleont ösztöndíjjal felvették a brienne-i kadétiskolába.
Mindeközben Letizia Ajaccióban maradt, és hat további gyermeke született: Luciano (később Lucien) 1775-ben, Maria-Anna (később Élisa) 1777-ben, Luigi (később Louis) 1778-ban, Maria-Paola (később Pauline) 1780-ban, Maria-Annunziata (később Caroline) 1782-ben és Girolamo (később Jérôme) 1784-ben. A háztartást is ő vezette ajacciói házukban, a Casa Buonapartéban, egyetlen szolgáló, egy Mammuccia Caterina nevű asszony segítségével, aki a gyermekeknek viselte gondját.

## 1784-1804
1784-ben Letizia elérte, hogy meglátogathassa Napóleont Brienne-ben, habár a kadétiskola szabályai szerint a tanulók hat évig nem hagyhatták el annak területét, és a látogatásokat szigorúan korlátozták.
1785. február 24-én Carlo Buonaparte gyomorrákban meghalt, és a harmincöt éves Letizia özvegyen maradt nyolc gyermekkel. miután befejezte tanulmányait Autun-ben, Joseph hazatért, hogy betöltse családfői szerepét a család legidősebb fiaként. A család anyagi helyzete egyre romlott, négy kiskorú gyermekről kellett gondoskodni és fizetni a fiúk tandíját. Az egyetlen, aki pénzt keresett, Napóleon volt, aki hadnagyként szolgált a francia királyi hadseregben, és így lassan ő lépett elő családfővé.
1789 szeptemberében Napóleon hazatért Franciaországból, és Joseph-fel együtt a korzikai politikai élet aktív szereplőjévé vált.  1793-ban, miután Napóleon Paoli ellen fordult, Letizia és gyermekei elmenekültek Korzikáról, és a franciaországi Toulonban telepedtek le. Mivel éppen ekkor tetőzött a jakobinus terror, származásukat rejtve varrónőkként szerepeltek a Napóleontól kapott útleveleken. Amikor a brit flotta elfoglalta Toulon kikötőjét, a család tovább költözött Marseilles-be. Mivel továbbra is Napóleon tiszti fizetése volt egyetlen bevételi forrásuk, a lényegében nincstelen Letiziának egy népkonyháról kellett ételt szereznie. 1794. tavaszán, miután Napóleon megnyerte első fontosabb csatáját Toulon ostrománál, dandártábornokká léptették elő, és megemelt fizetéséből az antibes-i Château Saléba költöztette családját.
1796. március 9-én Napóleon feleségül vette Joséphine de Beauharnais-t, anélkül, hogy előbb anyjával beszélt volna a házasságról. Letizia ellenezte a kapcsolatot. Amikor Joseph 1796. május 14-én nagykövet lett a római udvarban, Letizia vele tartott Olaszországba. 1797. június 1-jén, Napóleon diadalmas első itáliai hadjáratát követően Letizia meglátogatta fiát Milánóban Caroline-nal és Jérôme-mal együtt. Innen visszatért Ajaccióba, a Casa Buonapartéba, amelyet erre az alkalomra felújítottak. A sziget prefektusa parancsot kapott, hogy ne tegyen kinevezéseket Letizia vagy féltestvére, Joseph Fesch engedélye nélkül. 
Miután Napóleon brumaire 18-án átvette a hatalmat lett, Letizia Párizsba költözött, ahol viszonylag egyszerű életet élt havi 25 000 frank nyugdíjából. 1799. november 10-én éppen színházban volt a leányaival, amikor az előadást megszakítva bejelentették, hogy éppen megakadályoztak egy merényletet Napóleon ellen. Letizia híresen megőrizte nyugalmát, és csak az előadás végén hagyta el a színházat.
Amikor Lucien Napóleon akarata ellenére feleségül vette a Madame Jouberthon-ként ismert Alexandrine de Bleschamp-t, a fivérek kapcsolata megromlott. Letizia Lucient támogatta, és vele, valamint féltestvérével, Fesch bíborossal együtt Rómába költözött leányához, Pauline-hoz, aki Borghese herceg feleségeként élt ott.

## A császár édesanyja

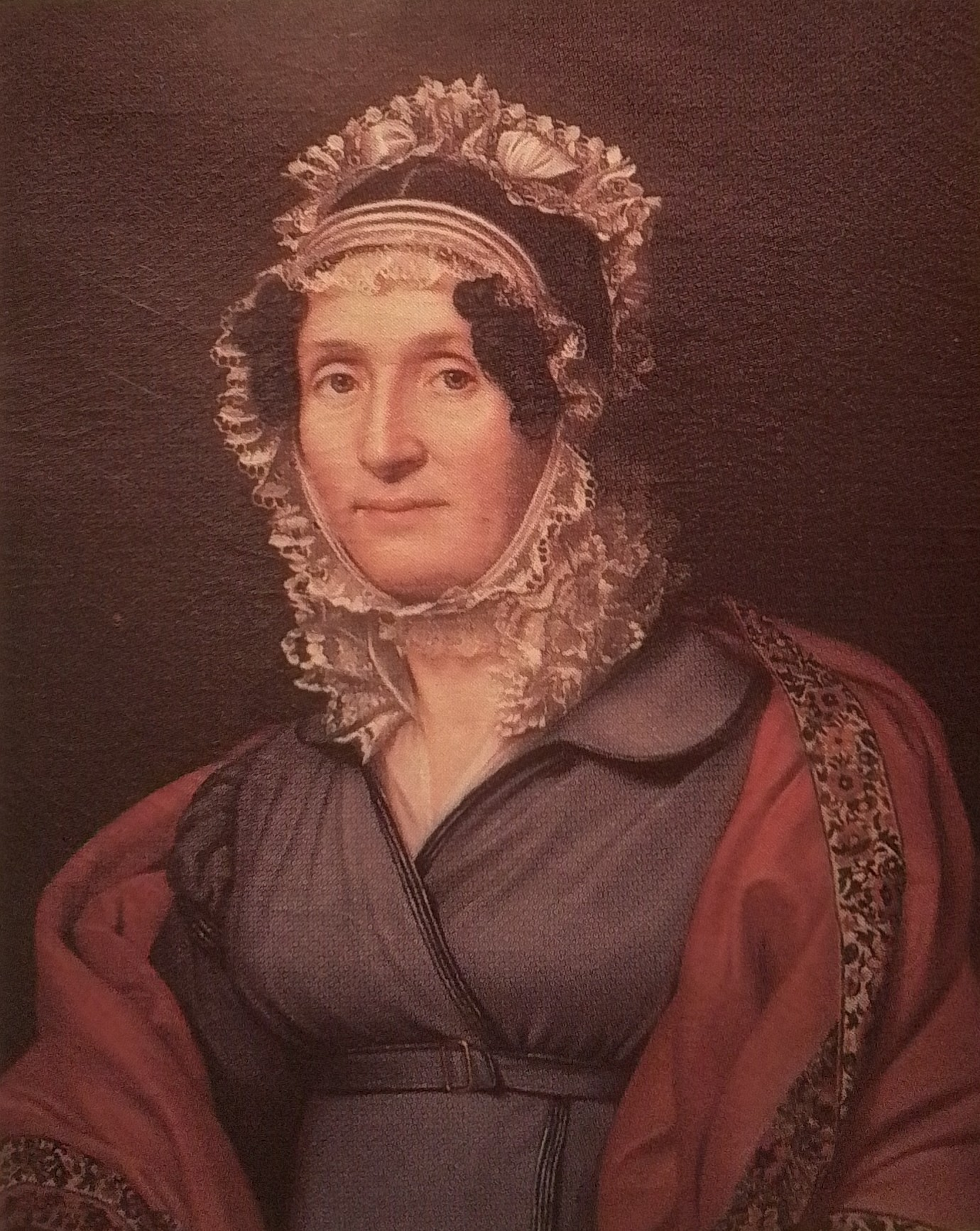
Madame Mère, 1811.

Miután Napóleon császár lett, testvéreinek a császári fenség (altesse impériale) címet adta (kivéve Lucient és Jérôme-ot). 1804 júliusában Fesch bíboros levelet írt Napóleonnak, azt javasolva, hogy adjon valamilyen címet Letiziának is. Egy császár rendelet a Madame (szó szerint: asszonyom) címet adta neki, de mivel ezt a megszólítást korábban a francia király lányai felé használták, ezt kiegészítették az „őfelsége, a császár édesanyja” hozzáadásával. Kortársai „Madame Mère”-ként (Madame Anya) utaltak rá.
1804. december 2-án Letizia nem vett részt Napóleon koronázásán. Amikor gratuláltak neki fia sikeréért, így felelt: „Pourvu que ça dure !” (Reménykedjünk, hogy tartós lesz!).
1804. december 19-én Letizia Rómából Párizsba költözött, és a Lucientől vásárolt Hôtel_de_Brienne-ben lakott, a Saint-Dominique utca 92. szám alatt. A császár 500 000 frankos évi apanázst biztosított neki. Letizia nem vett részt a császári udvar életében. 1805 és 1813 között Pont-sur-Seine-i kastélyban élt, amelyet Napóleon ajándékozott neki. 
1814-ben Napóleonnal tartott Elba szigetére, száműzetésbe, leányával, Pauline-nal együtt. 1815 februárjában követte Napóleont Párizsba a száznapos uralom idejére. Anya és fia 1815. június 29-én találkoztak utoljára a Malmaison kastélyban.

## Öregkora és halála
Miután elbúcsúzott Napóleontól, Letizia Rómába utazott, hogy VII. Piusz pápa védelme alá helyezze magát. Megvásárolta a Rinuccini-palotát a piazza Venezia és a Via del Corso sarkán, és átnevezte Bonaparte-palotának (ma Misciatelli-palota). Itt élt fiával, Joseph-fel és a féltestvérével. Magányosan élt, és kevés látogatót fogadott. Vagyona, amely ékszerei eladásából és befektetésekből származott, kényelmes életet biztosított neki. 
Letizia Bonaparte 1836-ban hunyt el, nyolcvanöt éves korában. Halála idejére már majdnem vak volt, és tizenöt évvel élte túl Napóleont. 1851-ben testét átszállították a Császári Kápolnába, amelyet erre a célra építettek Ajaccióban. 1951-ben áthelyezték mellé férje, Carlo Buonaparte földi maradványait is. 

## Gyermekei
Letizia 1768 és 1784 között tizenhárom gyermeknek adott életet. Öt közülük gyermekkorban meghalt: ketten születésükkor, hárman csecsemőkorban. Nyolc gyermek érte meg a felnőttkort.
- Napoleone Buonaparte (született és meghalt 1765. augusztus 17-én).
- Maria-Anna Buonaparte (1767. január 3. – 1768. január 1.).
- Joseph Bonaparte (1768. január 7. – 1844. július 28.), Nápoly királya (1806-1808), Spanyolország királya (1808-1813); feleségül vette Julie Claryt 1794. augusztus 1-jén.
- Napoléon Bonaparte (1769. augusztus 15. – 1821. május 5.), a franciák császára (1804-1814; 1815); feleségül vette vikomt Joséphine de Beauharnais-t 1796, a házasságot semmisnek nyilvánították 1810-ben; másodjára feleségül vette Mária Lujza osztrák főhercegnőt 1810. április 1-jén.
- Maria-Anna Buonaparte (született és meghalt 1770-ben).
- Maria-Anna Buonaparte (1771. július 14. – 1771. november 23.).
- egy halvaszületett fiú (1773).
- Lucien Bonaparte (1775. május 21. – 1840. június 29.), Canino és Musignano hercege; feleségül vette Christine Bayert 1792. május 5-én; másodjára feleségül vette Alexandrine de Bleschamp-ot 1803. október 26-án.
- Maria-Anna (Élisa) Bonaparte (1777. január 13. – 1820. augusztus 7.), Toszkána nagyhercegnője (1804-1809), feleségül ment Felice Pasquale Baciocchihoz 1797. május 5-én.
- Louis Bonaparte (1779. szeptember 2. – 1844. július 25.), Hollandia királya (1806-1810); feleségül vette Hortense de Beauharnais-t 1802. január 4-én.
- Pauline Bonaparte (1780. október 20. – 1825. június 9.), Guastalla uralkodó hercegnője; feleségül ment Charles Leclerc tábornokhoz 1797. május 5-én, megözvegyült 1802-ben; másodjára feleségül ment Camillo Borghese herceghez 1803. augusztus 28-án.
- Caroline Bonaparte (1782. március 24. – 1839. május 18.), Nápoly királynéja (1800-1813), Jülich-Kleve-Berg nagyhercegnője; feleségül ment Joachim Murat-hoz 1800-ban.
- Jérôme Bonaparte (1784. november 15. – 1860. június 24.), Wesztfália kirákya (1807-1813), Montfort hercege; feleségül vette Elizabeth Pattersont 1803. december 24-én, a házasságot semmisnek nyilvánították 1806-ban; másodjára feleségül vette württembergi Katalin hercegnőt 1807. augusztus 22-én; harmadjára feleségül vette Justine Bartolini-Baldellit 1840-ben (egyházi esküvő) és 1853. február 19-én (polgári esküvő).